# Constantin Dăscălescu
Constantin Dăscălescu (n. 2 iulie 1923, Breaza, județul Prahova, România – d. 15 mai 2003, București, România) a fost un om politic comunist român, care a îndeplinit funcția de cel de-al 52-lea  prim-ministru al României în perioada din 1982 și până la căderea regimului în 1989.

## Biografie
Constantin Dăscălescu s-a născut la data de 2 iulie 1923, în orașul Breaza (județul Prahova). A studiat la Școala de Partid de la Ploiești, la Academia de Studii Economice din București și apoi la Școala Superioară de Partid de pe lângă CC al PCUS de la Moscova (1962).
El a fost director al Școlii de Partid de la Ploiești și membru supleant al Comitetului Central al PMR (1952-1956). A îndeplinit apoi funcțiile de secretar cu probleme organizatorice în regiunea Ploiești (1956-1959) și apoi în regiunea Galați (1962-1965). În anul 1965 este promovat ca prim-secretar al Organizației județene Galați a Partidului Comunist Român (1965-1974), fiind ales în același an deputat în Marea Adunare Națională.
Ales în anul 1965 și ca membru în Comitetul Central al PCR, Dăscălescu a fost remarcat de către Ceaușescu în anul 1969 când Dăscălescu a rostit un atac personal la adresa lui Gheorghe Apostol, unul dintre politicienii veterani pe care Ceaușescu dorea să-i înlăture din conducere. În anii '70 a fost promovat în cadrul Partidului Comunist Român, ca șef al Direcției Organizatorice al PCR (1974-1976) și apoi ca secretar al CC al PCR (iunie 1976 - mai 1978). În paralel, în perioada 1972-1975 a îndeplinit și funcția de membru al Consiliului de Stat al R.S.România.
Ca urmare a bunelor relații cu Nicolae Ceaușescu, a fost ales membru al Comitetului Politic Executiv al PCR în martie 1978, apoi membru în Biroul Permanent al CPEx în noiembrie 1979.
A îndeplinit funcțiile de președinte al Uniunii Cooperativelor Agricole de Producție (1976-1978), președinte al Consiliului Organizării economico-sociale (1978-1982) și prim-vicepreședinte al Consiliului Suprem pentru Dezvoltarea Economică și Socială (1982-1989).
La data de 21 mai 1982 a fost numit în funcția de prim-ministru al Guvernului Republicii Socialiste România, succedându-i lui Ilie Verdeț, care nu reușise reformarea economiei. Ca prim-ministru, Dăscălescu nu a avut o putere reală. El a sprijinit metodele controversate ale lui Ceaușescu de reorganizare a datoriei naționale.
În data de 20 decembrie 1989 a fost trimis, împreună cu Emil Bobu, de către Elena Ceaușescu la Timișoara pentru a dialoga cu revoluționarii. Neacceptând cererile revoluționarilor, a revenit la București, stând timp de trei zile în clădirea Comitetului Central, unde a fost găsit de revoluționari.

## După revoluție
A demisionat în 22 decembrie 1989, la cererea revoluționarilor care ocupaseră sediul Comitetului Central al PCR în urma evacuării din clădire a președintelui Nicolae Ceaușescu. Ultimul său act în calitate de șef de guvern a fost semnarea decretului de eliberare a tuturor prizonierilor politici și a celor arestați în urma demonstrațiilor anticomuniste.
Dăscălescu a fost trimis în judecată în anul 1990, fiind inculpat în procesul "Lotul CPEx". Inițial, Dăscălescu și ceilalți inculpați au fost acuzați de genocid, dar, pentru că nu se întruneau elementele constitutive ale acestei infracțiuni, încadrarea juridică a fost schimbată ulterior, pentru toți, în omor deosebit de grav. În anul 1991 a fost condamnat la închisoare pe viață, dar după 5 ani a fost pus în libertate, deoarece era grav bolnav, suferind de stenoză aortică strânsă. 
Conform delarației lui Gheorghe Apostol dată pe AtlasTV, Dăscălescu a avut ieșiri de nevroză în închisoare, unde s-a dat cu capul de radiator și de pereți.
A trăit ultimii ani în obscuritate.
El a fost internat la 11 mai 2003 la Spitalul Clinic de Urgență Floreasca din București, fiind cunoscut de către medici ca vechi cardiac. A încetat din viață în ziua de joi, 15 mai 2003, la vârsta de 79 ani.

## Decorații[3]
- Medalia a V-a aniversare a proclamării Republicii Populare Române (1952);
- Ordinul Muncii clasa a III-a (21 august 1954) „pentru merite deosebite pe tărîmul construcției de stat, economice, sociale și culturale, cu ocazia celei de a zecea aniversări a eliberării patriei noastre”[4]
- Ordinul „Steaua Republicii Populare Romîne” clasa a V-a (30 decembrie 1957) „cu ocazia celei de a zecea aniversări a proclamării Republicii Populare Romîne și pentru merite deosebite în îndeplinirea sarcinilor date de Partidul Muncitoresc Romîn, pentru merite deosebite pe tărîmul construcției de stat, economice, sociale, culturale și obștești”[5]
- Ordinul „23 August” clasa a V-a (12 august 1959) „pentru merite deosebite în opera de construire a socialismului”[6]
- Medalia „40 de ani de la înființarea Partidului Comunist din Romînia” (6 mai 1961) „pentru merite în activitatea de partid și întărirea regimului democrat-popular”[7]
- Ordinul „Steaua Republicii Populare Romîne” clasa a IV-a (1964) „pentru merite deosebite în opera de construire a socialismului, cu prilejul celei de a XX-a aniversări a eliberării patriei”[8]
- Ordinul „Tudor Vladimirescu” clasa a III-a (30 aprilie 1966) „cu prilejul celei de-a 45-a aniversări de la înființarea Partidului Partidului Comunist din România, pentru merite deosebite în opera de construire a socialismului”[9]
- Ordinul Muncii clasa I (4 mai 1971) „cu prilejul aniversării a 50 de ani de la constituirea Partidului Comunist Român, [...] pentru merite deosebite în opera de construire a socialismului”[10]
- Ordinul  23 August clasa a II-a (1974)
- Medalia În cinstea încheierii colectivizării agriculturii (1962)
- Medalia a XX-a aniversare a RPR (1968)
- Ordinul Steaua Republicii Socialiste România clasa a III-a (1969)
- Ordinul Meritul Agricol clasa I (1974)
- Titlul de Erou al Muncii Socialiste și Medalia de Aur Secera și Ciocanul (1974 și 1981)
- titlul de Erou al Muncii Socialiste (7 mai 1981) „pentru rezultatele obținute în îndeplinirea cincinalului 1976–1980, pentru contribuția deosebită adusă la înfăptuirea politicii Partidului Comunist Român de făurire a societății socialiste multilateral dezvoltate în patria noastră, cu prilejul aniversării a 60 de ani de la făurirea Partidului Comunist Român”[11]
- Medalia comemorativă „A 40-a aniversare a revoluției de eliberare socială și națională, antifascistă și antiimperialistă” (20 august 1984) „pentru contribuția deosebită adusă la înfăptuirea politicii Partidului Comunist Român de făurire a societății socialiste multilateral dezvoltate în patria noastră, cu prilejul celei de-a 40-a aniversări a revoluției de eliberare socială și națională, antifascistă și antiimperialistă”[12]
- Medalia jubiliară „25 de ani de la încheierea cooperativizării agriculturii în Republica Socialistă România” (15 iunie 1987) „pentru contribuția deosebită adusă la înfăptuirea cooperativizării agriculturii și la realizarea obiectivelor noii revoluții agrare, cu prilejul aniversării a 25 de ani de la încheierea cooperativizării agriculturii în Republica Socialistă România”[13]